# Epoka hellenistyczna
Epoka hellenistyczna – okres w dziejach regionu Morza Śródziemnego i Bliskiego Wschodu (zwłaszcza obszarów znajdujących się pod greckim panowaniem), którego początek wyznacza śmierć Aleksandra Wielkiego w 323 roku p.n.e., a koniec – rzymskie podboje zakończone zajęciem ptolemejskiego Egiptu w 30 roku p.n.e. Niekiedy zwany hellenizmem lub epoką aleksandryjską.
W wyniku podbojów Aleksandra Wielkiego świat grecki rozszerzył się na ogromne obszary imperium perskiego. Nastąpiło bezpośrednie spotkanie helleńskiej kultury ze starszymi cywilizacjami Wschodu, pojawiły się nowe prądy w religii, filozofii i sztuce, rozwinęła się nauka. Polityczną dominację zyskały nowe organizmy państwowe – monarchie hellenistyczne, a polis straciły na znaczeniu. Centrami kulturowymi stały się nowe ośrodki miejskie leżące poza Grecją właściwą, takie jak Aleksandria w Egipcie, Antiochia w Syrii czy Pergamon w Azji Mniejszej.
Terminu „epoka hellenistyczna” po raz pierwszy użył w swoich pracach na temat Aleksandra Wielkiego niemiecki historyk Johann Gustav Droysen w odniesieniu jednak do nieco szerszego okresu – od śmierci Aleksandra do IV wieku.

## Źródła epoki

### Utracone dzieła hellenistyczne
Większość sporego dorobku historyków epoki hellenistycznej przepadła na skutek zmiany gustów literackich w późniejszych latach (I w. p.n.e.), kiedy to zaczęto pogardzać używaną powszechnie od IV w. p.n.e. greką koine i tym samym rzadziej kopiowano dokumenty w niej napisane. Ważniejsi autorzy, których dzieła nie zachowały się do czasów dzisiejszych, to:
- Hieronim z Kardii – sekretarz jednego z diadochów – Eumenesa, a później Demetriusza Poliorketesa i Antygona Gonatasa, autor dziejów wojen diadochów zawierających opis wydarzeń co najmniej do śmierci Pyrrusa w 272 p.n.e.[5]
- Fylarchos – autor 28-tomowej historii lat 272–219 p.n.e., krytykowany przez Polibiusza za sensacyjny styl, popularny wśród historyków epoki hellenistycznej[5].
- Duris z Samos – uczeń Teofrasta, autor dziejów Grecji i Macedonii po rok 280 p.n.e. i historii Agatoklesa[6].
- Megastenes – poseł Seleucydów do Indii, autor relacji ze swojej podróży, działający w III wieku p.n.e.[6]
- Timajos – historyk pochodzący z Sycylii działający w Atenach, pomysłodawca wykorzystania igrzysk w Olimpii do datowania wydarzeń[6].
- Posejdonios z Apamei – autor historii od roku 146 p.n.e. do czasów Sulli, z której zachowały się tylko fragmenty[7].

Ich twórczość stanowiła często źródła dla starożytnych autorów piszących później w okresie cesarstwa rzymskiego.

### Polibiusz
Z dzieł historycznych okresu do naszych czasów zachowała się jedynie część dzieła Polibiusza (Polybiosa), Greka z Megalopolis od 168 p.n.e. przebywającego w Rzymie. Jego Dzieje opisują lata 220–146 p.n.e., jednak w pierwszych księgach autor cofa się do wcześniejszych wydarzeń, co sprawia, że pozycja jest najważniejszym źródłem dla lat 264-146 p.n.e. Zachowana część dzieła Polibiusza urywa się na roku 216 p.n.e., dla reszty mamy tylko fragmenty. Polibiusz uważany jest za solidnego historyka, należy jednak brać pod uwagę jego stronniczość – prezentował punkt widzenia Związku Achajskiego, a także republiki rzymskiej, o której wyższości nad światem hellenistycznym był przekonany; miał też ograniczone kompetencje w sprawach militarnych.

### Późniejsi autorzy
Utrata dużej części historiografii hellenistycznej, sprawia, że przy odtwarzaniu dziejów tego okresu konieczne staje się korzystanie z dzieł autorów tworzących później, nie podających informacji z pierwszej ręki. Najważniejsi z nich to:
- Diodor Sycylijski (I w. p.n.e. – I w. n.e.) – zachowały się trzy księgi jego dzieła dotyczące czasów diadochów i fragmenty opisujące późniejsze wydarzenia. Korzystał z Hieronima z Kardii, Durisa z Samos i Timajosa, także z Polibiusza i Posejdoniosa[8].
- Plutarch – autor żywotów m.in. Eumenesa, Demetriusza Poliorketesa, Pyrrusa, Agisa, Kleomenesa, Aratosa, Filopojmena. Cenne informacje znajdują się także w jego biografiach niektórych rzymskich polityków. Korzystał z szerokiej bazy źródłowej[8].
- Pompejusz Trogus – Gal, autor historii powszechnej, nie prezentującej rzymskiego punktu widzenia. Niestety dysponujemy jedynie niezbyt wysokiej jakości skrótem tego dzieła, stworzonym przez niejakiego Justyna[7][8].
- Appian z Aleksandrii (I/II wiek n.e.) – autor dzieła o wojnach Rzymu, przy którego pisaniu korzystał także z dobrych źródeł (np. Hieronima z Kardii, Polibiusza), ale miał problemy z krytycznym opracowaniem zebranego materiału[8].
- Liwiusz – autor propagandowych dziejów Rzymu, zachowane księgi zatrzymują się na roku 167 p.n.e.[7][8]

Wartościowych informacji dostarczają także Strabon (tworzył w czasach Augusta) i Pauzaniasz (II wiek n.e.). Dla poznania historii Żydów w okresie hellenistycznym ważne są niektóre księgi Starego Testamentu, apokryfy oraz dzieła Józefa Flawiusza. Duże znaczenie w chronologii epoki ma kronika Euzebiusza z Cezarei zachowana w późniejszym, łacińskim tłumaczeniu Hieronima ze Strydonu.

### Inne materiały źródłowe
Dla badania okresu hellenistycznego niezwykle ważne są zachowane kamienne inskrypcje, pozwalające poznać przede wszystkim różne aspekty działania polis. Bogate w inskrypcje obszary to np. zachodnia i południowa Anatolia, ale już znacznie mniej jest ich w intensywnie kolonizowanej przez Greków północnej Syrii. Trwające badania epigraficzne, publikowanie treści nowo odkrytych inskrypcji lub dokładniejsze odczytanie starych pozwalają weryfikować niektóre przyjęte teorie i założenia. Z Egiptu Ptolemeuszy pochodzi bogaty zbiór zachowanych papirusów, jednak, pomijając nieliczne, cenne wyjątki, dokumenty te to przede wszystkim zapiski administracyjne, podania, listy, brudnopisy itp. wyrzucone przez lokalnych urzędników. Duże znaczenie mają też liczne monety pochodzące z tego okresu, odnajdywane na całym obszarze świata hellenistycznego.

## Historia

### Wojny Aleksandra Wielkiego

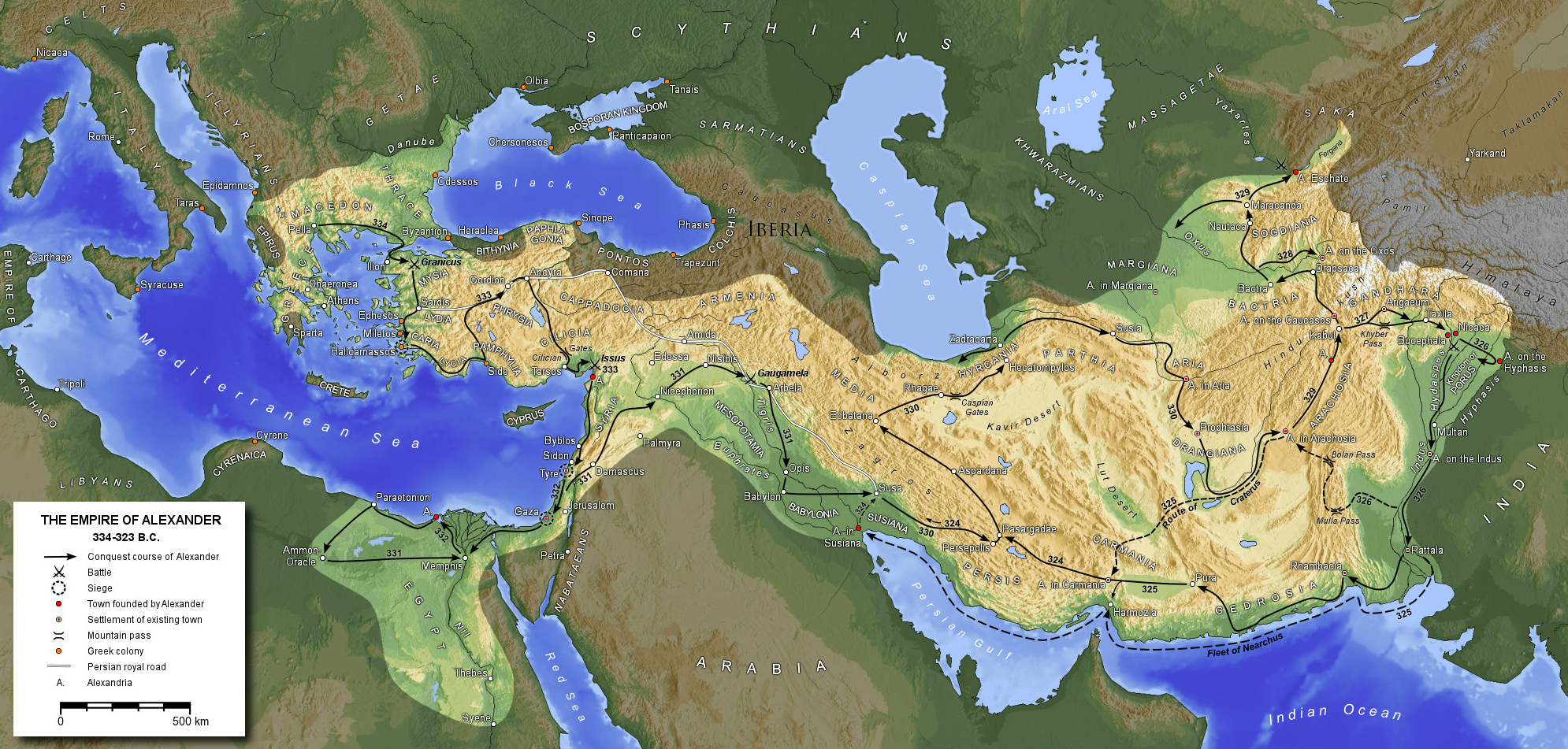
Imperium Aleksandra Wielkiego i trasa jego kampanii

Aleksander Wielki został władcą Macedonii w 336 p.n.e. po śmierci ojca Filipa II. Miał wówczas zaledwie 22 lata. Odziedziczył doskonale zorganizowaną armię oraz sprawne państwo, które kontrolowało większość Grecji. W 335 p.n.e. stłumił bunt dwóch polis: Teb i Aten, a rok później wyruszył na planowaną przez ojca wyprawę przeciwko imperium perskiemu. Pokonał wroga w bitwach nad Granikiem i pod Issos, uwolnił greckie poleis w Azji Mniejszej oraz zajął wschodnie wybrzeża Morza Śródziemnego, w tym Egipt. W 331 p.n.e. zadał Persom decydujący cios w bitwie pod Gaugamelą, co otworzyło mu drogę do zajęcia Babilonu, Mezopotamii i Persji. Król perski Dariusz III zbiegł z pola walki, a następnie zginął z rąk własnych dowódców. Kolejne lata to ciężkie walki armii macedońskiej w wschodnich satrapiach: Baktrii i Sogdianie. W 327 p.n.e. Aleksander, dysponując armią liczącą ponad sto tysięcy żołnierzy, wyruszył na podbój Indii. Choć odniósł pewne sukcesy, na skutek protestów zmęczonych przedłużającą się kampanią żołnierzy postanowił zawrócić. Zajął się organizowaniem swojego ogromnego państwa oraz planowaniem nowych podbojów, jednak jego projekty przerwała śmierć w 323 roku p.n.e. w Babilonie.
Podboje macedońskiego władcy położyły podwaliny pod nową fazę rozwoju greckiej cywilizacji, prowadząc do jej bliższych kontaktów z cywilizacjami Wschodu. Na trasie swojej wyprawy Aleksander zakładał nowe miasta (w sumie około 20), z których część stała się później ważnymi ośrodkami kultury greckiej na terenach zamieszkałych przez tubylców, przyczyniając się do kształtowania nowego rodzaju mieszanej cywilizacji. Sama kampania, w której uczestniczyli nie tylko żołnierze, ale także uczeni, handlarze i osadnicy, znacząco poszerzyła zasób informacji o Wschodzie, wzbogacając grecką kulturę i naukę. Aleksander, w ostatnich latach swojego życia, jako absolutny władca dysponujący ogromnymi zasobami i różnorodną, wielonarodową armią, domagał się boskiej czci od swoich poddanych, stając się archetypem monarchów rządzących późniejszymi hellenistycznymi państwam.

### Wojny diadochów
Królestwo Ptolemeusza
     Królestwo Kassandra
     Królestwo Lizymacha
     Królestwo Seleukosa
     Epir
     Kolonie greckie
     Kartagina (poza światem hellenistycznym)
     Republika rzymska (poza światem hellenistycznym)

Sytuacja polityczna po bitwie pod Ipsos (301 p.n.e.):
Królestwo Ptolemeusza
Królestwo Kassandra
Królestwo Lizymacha
Królestwo Seleukosa
Epir
Inne państwa:
Kolonie greckie
Kartagina (poza światem hellenistycznym)
Republika rzymska (poza światem hellenistycznym)
Po śmierci Lizymacha w 281 p.n.e. większość obszarów oznaczonych na pomarańczowo stała się terenem sporów i wojen. Część tego obszaru zajęło Królestwo pergamońskie.

Śmierć Aleksandra pozostawiła ogromne imperium bez wyraźnego następcy. Tzw. diadochowie, czyli dowódcy w królewskiej armii, a później ich synowie, przez prawie pół wieku toczyli między sobą walki, które doprowadziły do ukształtowania się nowych państw. W pierwszej fazie walk Perdikkas, z pomocą Eumenesa, dążył do władzy nad całym imperium, oficjalnie w imieniu pogrobowca Aleksandra – Aleksandra IV. Przeciwko niemu stanęli m.in. Ptolemeusz, Antypater i Antygon Jednooki. W 320 p.n.e. Perdikkas zginął z rąk własnych dowódców (w tym Seleukosa), a jego przeciwnicy dokonali podziału władzy w imperium. 
W 319 p.n.e. zmarł Antypater, rządzący w Macedonii i Grecji, wyznaczając na swojego następcę Poliperchona. Syn Antypatra, Kassander, niepogodzony z tą decyzją, sprzymierzył się z Antygonem, Ptolemeuszem i Lizymachem, a w wyniku walk przejął władzę.n.e. armię sprzymierzonego z Polyperchonem Eumenesa. Kolejną fazę walk rozpoczął Antygon w 315 roku p.n.e., wypędzając z Babilonii Seleukosa, co znacznie wzmocniło jego pozycję w Azji. Przeciwko niemu zawiązała się koalicja Ptolemeusza, Kassandra i Lizymacha. 
Pokój zawarty w 311 roku p.n.e. (m.in. przyznający Babilonię z powrotem Seleukosowi) nie powstrzymał dążeń Antygona do poszerzenia władzy – umacniał swoją flotę i obiecywał wolność greckim poleis rządzonym przez konkurentów. W 306 p.n.e. ogłosił się królem, a w kolejnych latach na podobny krok zdecydowali się pozostali diadochowie. Jednak w 301 p.n.e., walcząc razem z synem Demetriuszem przeciwko koalicji Seleukosa, Lizymacha i Kassandra, Antygon poniósł śmierć w wielkiej bitwie pod Ipsos. 
Demetrios zbiegł do Grecji, a Lizymach i Seleukos podzielili między siebie Azję Mniejszą. Kolejne lata to walki o dominację w Grecji i Macedonii po śmierci Kassandra w 298 p.n.e. W 287 p.n.e. Demetrios został wzięty do niewoli przez Seleukosa i po kilku latach zmarł. W 281 p.n.e. Seleukos pokonał Lizymacha i zajął większość Azji Mniejszej. Macedonia, po kilku zmianach na tronie i najeździe Galów, znalazła władcę w osobie Antygona Gonatasa, syna Demetriosa, wnuka Antygona Jednookiego. Część Galów, która dokonała w tym okresie inwazji na Grecję i Macedonię, przeprawiła się do Azji Mniejszej i osiedliła w centrum półwyspu – znani tam byli pod nazwą Galatów i przez długi czas stanowili siłę, z którą należało się liczyć.

### Równowaga III wieku p.n.e.
Po zakończeniu wojen nastał okres względnej równowagi pomiędzy państwami, w których władzę sprawowali następcy diadochów. Macedonią rządzili Antygonidzi (sprawujący także niepewną kontrolę nad większością Grecji), nad Egiptem panowali (ze stolicy w Aleksandrii) Ptolemeusze, natomiast Seleucydzi władali ogromnym (ale i niejednorodnym) obszarem rozciągającym się od Azji Mniejszej, poprzez Syrię, Mezopotamię, Iran, aż do granic Indii. Oprócz trzech wielkich monarchii istniało kilka mniejszych państw, odgrywających jednak niekiedy ważną rolę. I tak w zachodniej części Azji Mniejszej istniało (od ok. 280 p.n.e.) państwo Attalidów ze stolicą w Pergamonie, ok. 250 p.n.e. od Seleucydów oderwała się Baktria (obejmująca mniej więcej tereny dzisiejszego Afganistanu), niezależne pozostały także m.in. Rodos (potęga morska), Sparta czy Syrakuzy. Na terenie Grecji powstały także dwa państwa związkowe skupiające szereg polis: Związek Etolski w zachodniej Grecji i Związek Achajski (zyskujący na znaczeniu od 245 p.n.e.) na Peloponezie.
Koniec walk diadochów nie oznaczał końca wszelkich konfliktów – jednak wojny miały teraz charakter starć o obszary przygraniczne i o strefy wpływów. Ptolemeusze i Seleucydzi stoczyli szereg tzw. wojen syryjskich o panowanie przede wszystkim nad Celesyrią i Palestyną (co nie przeszkodziło jednak w zawarciu wielu małżeństw między tymi dynastiami). Początkowo sukcesy odnosił Egipt jednak sytuacja odwróciła się pod koniec III wieku. Seleucydzi walczyli także o wpływy w Azji Mniejszej z Pergamonem, a z Partami o swoje wschodnie satrapie (nad którymi stracili właściwie kontrolę w drugiej połowie III wieku). Macedonia starała się utrzymać kontrolę nad Grecją (poprzez szereg garnizonów założonych w strategicznych miejscach), czemu początkowo próbowali przeciwdziałać Ptolemeusze (inicjując m.in. wojnę chremonidejską, której efektem była m.in. utrata przez Ateny znaczenia politycznego), Związek Etolski, a później zyskujący na znaczeniu Związek Achajski. Silną pozycję na wyspach Morza Egejskiego miał Egipt (kontrolujący także Cypr, niewielkie posiadłości w Azji Mniejszej oraz Cyrenajkę).
Elementem świata hellenistycznego były także greckie poleis na Zachodzie, powstałe jeszcze w okresie archaicznym. Te z półwyspu Apenińskiego stopniowo ulegały hegemonii Rzymu, niekiedy z oporami jak np. Tarent, który wezwał na pomoc Pyrrusa z Epiru, jednak jego działania tylko opóźniły postępy Rzymian o kilka lat (cała Italia znalazła się pod ich panowaniem ok. 270 r.). Sycylia była teatrem zmagań między najpotężniejszą polis wyspy Syrakuzami i Kartaginą (z sukcesami walczyli przeciw niej m.in. Agatokles, a także Pyrrus). W wyniku I wojny punickiej na wyspie pojawili się Rzymianie, po II wojnie punickiej cała wyspa stała się rzymską prowincją. Na przyjaznych stosunkach z Rzymem zyskała natomiast Massalia (dzisiejsza Marsylia) – dzięki wymianie handlowej stała się potęgą morską.
Na obrzeżach świata greckiego leżały państwa, które nie były zamieszkane przez Greków, lecz ulegały ich wpływom, do pewnego stopnia się hellenizując. W Azji Mniejszej były to np. Bitynia, Pont (pod rządami Mitrydatesa VI groźny przeciwnik Rzymu), Kapadocja, Armenia (szczyt potęgi osiągnęła za Tigranesa). Po osłabieniu monarchii Seleucydów usamodzielniły się leżące nad Eufratem: Melitene, Kommagene, Sofene, Osroene. Cylicja w okresie hellenistycznym (zwłaszcza po osłabieniu Rodos w połowie II wieku p.n.e.) była z kolei domem groźnych piratów morskich.

### Ekspansja Rzymu i upadek monarchii hellenistycznych
Potęga republiki rzymskiej rosła szybko przez cały okres hellenistyczny. Pod koniec IV i na początku III wieku p.n.e. Rzymianie toczyli jeszcze ciężkie walki ze swymi odwiecznymi italskimi wrogami Samnitami i Etruskami, ale już ok. 270 roku p.n.e. byli panami całej Italii (zajęli m.in. greckie poleis na południu półwyspu), a kilka lat później wdali się z Kartaginą w wojnę, która pozwoliła zająć im pierwsze tereny poza półwyspem Apenińskim (część Sycylii, Korsykę i Sardynię). Druga wojna z Kartaginą (218–201 p.n.e.) pozwoliła opanować republice całą Sycylię (złupili m.in. bogate Syrakuzy). Ten konflikt próbował wykorzystać król Macedonii – Filip V, zaniepokojony istnieniem rzymskich przyczółków w Ilirii. Tzw. I wojna macedońska nie przyniosła żadnych efektów, poza nienawiścią Rzymu do monarchy próbującego wykorzystać trudną sytuację miasta nad Tybrem. Po uporaniu się z Kartaginą senat rzymski wypowiedział wojnę Filipowi (200 p.n.e.). Rzymianie podnieśli propagandowe hasło wolności miast greckich ciemiężonych przez Macedonię, otrzymali wsparcie Pergamonu i Rodos, zaniepokojonych poczynaniami Filipa w Azji Mniejszej, i w 197 p.n.e. zadali decydują klęskę armii przeciwnika pod Kynoskefalaj. Polis Grecji nie otrzymały jednak wolności, znalazły się w strefie rzymskich wpływów.
W 192 p.n.e. w Grecji interweniował Antioch III Wielki, władca państwa Seleucydów, który zdołał na krótko odrodzić potęgę swej monarchii (odbył udaną wyprawę na Wschód, pokonał Egipt Ptolemeuszy). Sprzymierzył się ze Związkiem Etolskim, jednak Rzymianom udało się go wyrzucić z Grecji, dzięki zwycięstwu pod Termopilami. Antioch wycofał się do Azji, zebrał ogromną armię i stanął naprzeciw legionom i ich sojusznikowi Pergamonowi pod Magnezją (190 p.n.e.), gdzie doznał druzgocącej porażki. Pokój podpisany później w Apamei przydzielał Seleucydzkie tereny w Anatolii Pergamonowi i Rodos (który wspierał Rzym swoją flotą). W latach 171–168 p.n.e. trwała kolejna wojna republiki z Macedonią zakończona przekształceniem tego państwa w rzymską prowincję. Rzymianie byli w tym okresie niekwestionowanym hegemonami świata greckiego, nakazali m.in. wycofanie się Antiochowi IV z zajętej Aleksandrii, ich sojusznicy Pergamon i Rodos spadli do roli państw klienckich.

Obszar republiki rzymskiej w 44 p.n.e.

W 146 p.n.e. republika pokonała Związek Achajski, kończąc okres formalnej niezależności poleis greckich (w tym samym roku zrównała z ziemią Kartaginę). W 133 p.n.e. ostatni władca z dynastii Attalidów zapisał w testamencie swoje państwo Rzymowi, który po pokonaniu rewolty Aristonikosa szybko przystąpił do organizowania pierwszej prowincji w Azji (podobna sytuacja miała miejsce w Bitynii w 74 p.n.e.). Na początku I wieku p.n.e. do roli potęgi urósł Pont pod panowaniem Mitrydatesa VI – wywiązały się trzy wojny z Rzymem. Mitrydates walczył nie bez sukcesów, wykorzystując niezadowolenie z rzymskich rządów w Azji, sprzymierzając się z Armenią i interweniując w Grecji, jednak w końcu jego państwo uległo republice (65 p.n.e.), której armiami w tych wojnach dowodzili m.in. Sulla i Pompejusz. Ten drugi w ramach reorganizacji sytuacji politycznej na Wschodzie rok później zlikwidował mocno osłabione Seleucydów, tworząc prowincję Syria. Ostatnim niezależnym państwem hellenistycznym był Egipt Ptolemeuszy, dotychczasowy sojusznik republiki, który dostał się pod bezpośrednie panowanie rzymskie w 30 p.n.e., kiedy Oktawian August zajął państwo rządzone wtedy przez Kleopatrę i Marka Antoniusza.
Nie tylko Rzymianie przyczynili się do upadku państw hellenistycznych – na Wschodzie Partowie w przeciągu III i II wieku p.n.e. zajęli znaczne obszary monarchii Seleucydów, poważnie ją osłabiając. Królestwo Baktrii w Azji centralnej uległo koczownikom w połowie II wieku p.n.e., jednak wcześniej zdołało zająć część północnych Indii, gdzie państwa tzw. Indo-Greków przetrwały do początku naszej ery.

## Charakterystyka monarchii hellenistycznych

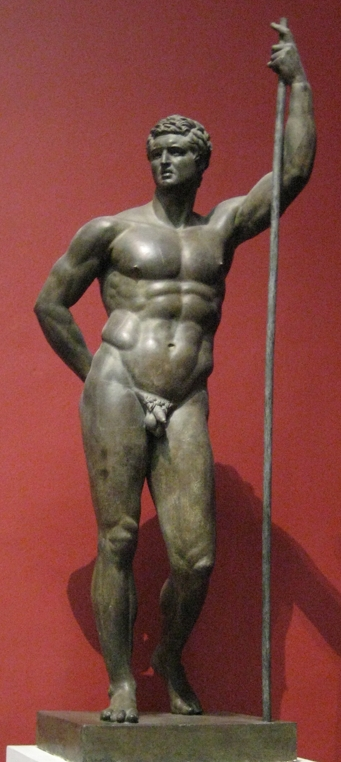
Hellenistyczny władca – posąg z brązu

### Król
Nowe monarchie epoki hellenistycznej wyłoniły się w wyniku wojen, panowali w nich dowódcy armii, którzy dzięki swoim zdolnościom zdołali opanować i obronić dany obszar. Dlatego też w świadomości społeczeństwa wczesnego hellenizmu za króla uważany był ten, kto potrafi zdobyć królestwo, odnieść osobisty sukces. Ziemia, nad którą panował, uważana była za jego własność, nazywano ją chora (lub ge) doriktetos, czyli „Kraj (ziemia) zdobyty włócznią”. W kolejnych pokoleniach uznawano już prawo do władzy wynikające z dziedziczenia, ale sukces nadal był ważnym elementem wizerunku monarchy. Król, wzorem Aleksandra Wielkiego, miał osobiście dowodzić swoimi armiami, powinien być bezpośrednim autorem zwycięstwa. Wygrana w wojnie oprócz potwierdzenia zasług osobistych władcy była także dowodem boskiej łaski opiekujących się królem bóstw. Porażka przynosiła ujmę, była sprzeczna z ideą królewskości, wskazywała, że bogowie odwrócili się od pokonanego, usprawiedliwiała bunt.
Oprócz przymiotów przydatnych na polu walki, idealny władca hellenistyczny powinien także znajdować upodobanie w poezji, dysputach filozoficznych, wyrażać zainteresowanie naukami, sztuką, gromadzić i zamawiać cenne dzieła artystyczne. Hellenistyczni monarchowie często występowali więc w roli mecenasów, gromadząc na swym dworze ludzi kultury i nauki (najchętniej sławnych, co miało dowodzić królewskich upodobań).
Król musiał być także bogaty. Majątek miał być jednak wydawany, nie gromadzony – miał służyć opłacaniu armii (która jednocześnie była narzędziem zdobywania majątku), obdarowywaniu najbliższego otoczenia (ziemią, kosztownościami, pieniędzmi), miast, a także bogów (świątyń). Władca powinien pomagać poddanym w obliczu klęsk naturalnych, głodu, zniszczeń wojennych. Okazją do manifestowania swojego bogactwa były różne święta, także przepych królewskich pałaców.

### Kult władcy
Grecy okresu hellenistycznego, w odpowiedzi na pojawienie się monarchów o ogromnej potędze militarnej i dysponujących sporymi zasobami, rozwinęli koncepcję boskiej natury władcy. Uważano, że w królach objawia się boża łaska, pomagająca im osiągnąć tron i wynosząca ich ponad poziom zwykłych śmiertelników. Władców obdarzano przydomkami jak np. soter (zbawca), megas (wielki), nikator (zwycięzca), aniketos (niezwyciężony).

### Personalny charakter monarchii
Konsekwencją powyżej opisanego stanu rzeczy był personalny charakter monarchii hellenistycznych. Silnie akcentowany był związek danego terytorium i zamieszkującej go ludności z królem, natomiast idea państwa jako konkretnego obszaru i jego mieszkańców nie była oczywistością (choć później pewne związki o takim charakterze występowały – do obowiązków króla należała obrona ziem pozostawionych mu przez poprzedników). Wyjątkiem może tu być Macedonia, wykazująca pewne cechy państwa narodowego. Król mógł dysponować podległą sobie ziemią według własnego uznania, wybierać swego dziedzica (choć często przestrzegano zasady dziedziczenia przez najstarszego syna), co w skrajnych przypadkach prowadziło do królewskich testamentów, w których obszar państwa przekazywany był np. Rzymowi (Pergamon, Bitynia).
Elitę państwa stanowiło najbliższe otoczenie króla. Osobiste związki między jej członkami a władcą podkreślały tytuły: Przyjaciele, Krewni, Towarzysze. Początkowo otwartość tej grupy była duża, z biegiem czasu następowało jednak jej zawarcie – grupa rodzin o ugruntowanej pozycji pragnęła zachować obsadę najwyższych stanowisk dla własnego grona. Jednak swoboda decyzji króla była w tej kwestii nadal dużo większa niż w monarchiach późniejszych okresów. Silną pozycję wśród greckich elit dworów hellenistycznych mieli Macedończycy, starający się zachować odrębność. Bardzo nieliczni byli przedstawiciele ludności miejscowej.

## Sztuka hellenistyczna

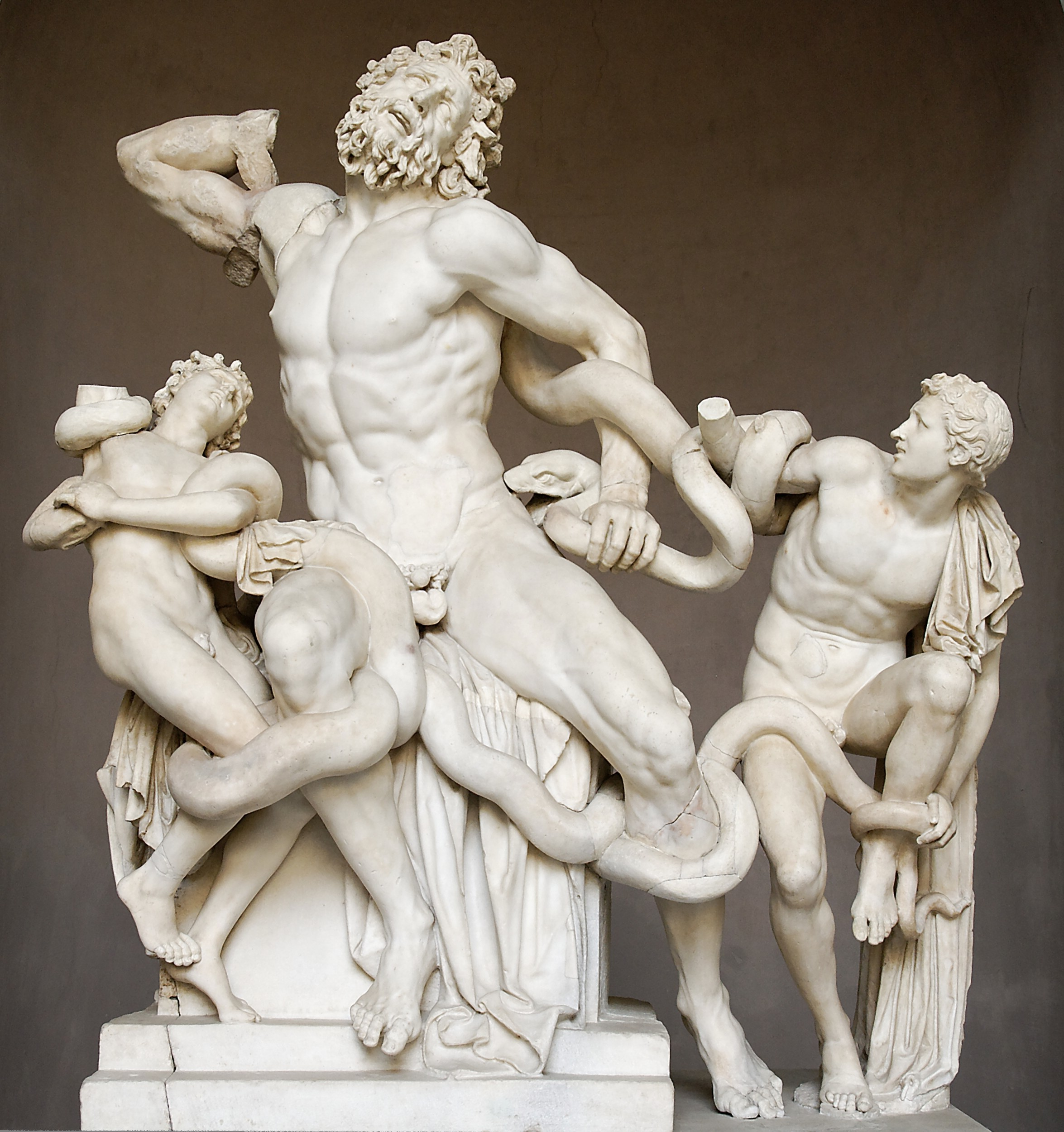
Grupa Laokoona – rzymska kopia rzeźby Agesandrosa, Polydorosa i Atenodorosa (Muzea Watykańskie, Rzym)

W wyniku podbojów Aleksandra Macedońskiego dominująca dotychczas jedynie w Grecji, Wielkiej Grecji, Jonii i wielu koloniach nad Morzem Śródziemnym kultura grecka rozprzestrzeniła się na ziemie imperium perskiego. W wyniku tego doszło do włączenia do greckiej kultury elementów kultur wschodu, co stworzyło kulturę hellenistyczną.
Kultura ta charakteryzowała się kosmopolityzmem, indywidualizmem i synkretyzmem religijnym. Zaznaczył się dominujący wpływ języka greckiego (koine) oraz greckich obyczajów. Powszechnym zjawiskiem w tym okresie stał się kult władców hellenistycznych. Na terenach monarchii helleńskich (m.in. Królestwo Greko-Baktryjskie, imperium Seleucydów) oraz w miastach założonych przez Aleksandra Macedońskiego dochodziło do stapiania kultury greckiej z kulturami miejscowymi. Mimo późniejszej dominacji kultury starożytnego Rzymu, wiele elementów kultury hellenistycznej przeniknęło do niej oraz przetrwało do powstania Cesarstwa Bizantyńskiego.
W sztuce i architekturze doszło do swoistej „barokizacji” dawniejszych stylów greckich poprzez masowe używanie bogatych ozdób (np. bardzo popularne stały się ozdobne kolumny korynckie).

### Najważniejsze ośrodki kultury hellenistycznej
- Aleksandria
- Antiochia Syryjska
- Pergamon
- Ateny
- Rodos
- Kos
- Delos

### Ważniejsi artyści, uczeni i myśliciele
- Apoloniusz z Pergi
- Apollodoros
- Archimedes
- Arystarch z Samos
- Epikur
- Eratostenes
- Euklides
- Hekatajos z Miletu
- Menander
- Zenon z Kition
- Timon
- Teokryt
- Kallimach z Cyreny
- Apelles
- Zenodot z Efezu
- Apollonios z Rodos
- Arystofanes z Bizancjum
- Hipparch
- Protogenes
- Berossos
- Antygon z Karystos
- Krates
- Posejdonios z Rodos
- Pyrron z Elidy

## Filozofia hellenistyczna
W okresie hellenistycznym filozofia poruszała takie tematy jak eudajmonia czy kryterium prawdy. Wciąż istniały szkoły utworzone w poprzednim okresie przez Platona i Arystotelesa: Akademia i Likeion. Powstały także nowe: stoicka, epikurejska i sceptycka.